# Trsa
Trsa (en serbe cyrillique : Трса) est un village de l'ouest du Monténégro, dans la municipalité de Plužine.

## Démographie

### Évolution historique de la population
| 1948 | 1953 | 1961 | 1971 | 1981 | 1991 | 2003 |
| ---- | ---- | ---- | ---- | ---- | ---- | ---- |
| 188  | 213  | 223  | 181  | 121  | 102  | 60   |